# Ли, Валерий Лукьянович
Вале́рий Лукья́нович Ли (9 марта 1938 — 9 февраля 2023) — советский и российский инженер, специалист в области вычислительной техники, лауреат Государственной премии СССР 1982 года.

## Биография
Родился в городе Кзыл-Орда Казахской ССР 9 марта 1938 года в семье служащих.
Окончил среднюю школу в Усть-Каменогорске и Московский энергетический институт, факультет автоматики и вычислительной техники (1961), с квалификацией инженера-электрика по специальности «математические и счетно-решающие приборы и устройства».
По распределению работал инженером на Загорском электромеханическом заводе.
В марте 1964 года перешёл в ИТМиВТ им. С.А. Лебедева (Институт точной механики и вычислительной техники АН СССР (РАН)).
Участвовал в разработке вычислительной машины БЭСМ-6.
Заместитель главного конструктора системы обработки данных АС-6 (1969—1975). В 1982 году за эту работу была присуждена Государственная премия СССР, лауреатами которой стали: В.А. Мельников, А.А. Соколов, В.П. Иванников, А.Ю. Бяков, В.Л. Ли, В.И. Смирнов, Л.А. Зак, В.С. Чехлов.
В 1979—1989 гг. зам. главного конструктора модульного конвейерного процессора (МКП). В дальнейшем возглавлял 1-е отделение и одновременно являлся заместителем директора ИТМиВТ им. С. А. Лебедева РАН.
Кандидат технических наук (1974), тема диссертации «Некоторые методы ускорения выполнения команд в процессорах высокой производительности».